# Asesinato de Bianca Devins
Bianca Michelle Devins (Utica, Nueva York; 2 de octubre de 2001 - ib., 14 de julio de 2019) fue una joven influencer estadounidense que fue asesinada en julio de 2019. La noche de su asesinato había asistido a un concierto de Nicole Dollanganger con un amigo, Brandon Andrew Clark. En el concierto, Devins besó a otro hombre, hecho que llegó a molestar a Clark. Esto supuestamente sirvió de base para que él la atacara y la apuñalara hasta la muerte. Después de la muerte de Devins, llamó a su familia y al 911, y confesó a las autoridades que la había matado. Trató de suicidarse después de los hechos. Se le impidió consumar la acción, y tras recuperarse, fue acusado de asesinato en segundo grado al día siguiente.
Clark y Devins eran amigos antes del incidente. A veces, Clark se describía a sí mismo como su novio y, según los informes, "quería algo más" de la amistad que tenían. Hubo informes contradictorios sobre la naturaleza de su amistad. Algunos consideraban que era un amigo cercano de la familia, mientras que otros temían que estuviera abusando de Devins. Clark fue descrito a menudo en las redes sociales como un acosador solitario, obsesionado con Devins. Se declaró culpable del asesinato el 10 de febrero de 2020 y enfrentó una pena de 25 años a cadena perpetua.
Los principales medios de comunicación internacionales informaron sobre el caso; los informes iniciales se vieron empañados por la desinformación. Clark tomó fotos del cadáver de Devins y luego los subió a Internet. En la red acabaron siendo compartidas ampliamente, lo que provocó burlas y simpatía. La respuesta inicial en las redes sociales fue igualmente mal informada, y las respuestas de las propias empresas fue objeto de críticas. Se introdujo una legislación inspirada en el asesinato de Devins. Los comentaristas han discutido la naturaleza única del crimen y su relación con la estructura de las redes sociales.

## Trasfondo

### Relación con el asesino
Se cree que Bianca Michelle Devins y Brandon Andrew Clark (6 de octubre de 1997), se conocieron en Instagram en abril de 2019 y se mantuvieron en contacto a través de esta plataforma. Más tarde se conocieron en persona cuando Clark asistió a su fiesta de graduación de la escuela secundaria. Estaban en términos amistosos, aunque Devins sabía que Clark "quería más". A veces, se refiría a sí mismo como el novio de Devins a pesar de que ella dijera lo contrario. Una de sus hermanas lo describió como un "amigo cercano y confiable de la familia". La naturaleza exacta de la relación de Clark y Devins era un tema que ella y su madre, Kim Devins, habían discutido anteriormente. Por su parte, la policía describió su relación como "íntima personalmente", mientras que amigos y familiares afirman que no tuvieron una relación sentimental.
Las investigaciones sobre la historia de Clark en Internet sugirieron la posibilidad de que estuviera obsesionado con Devins. Hacía varias búsquedas de su nombre y con frecuencia revisaba sus plataformas de redes sociales y guardaba fotos de ella. No hay evidencia de que Clark fuera abusivo, aunque una de las hermanas de Devins alegó que debido a su edad —en ese momento Clark tenía 21 años, y Devins 17—, su género y "su inclinación absoluta hacia la violencia", tenía poder sobre Devins. Uno de los amigos de Devins sugirió que podría haberse aprovechado de ella sexualmente. Temían que esto pudiera haber ocurrido mientras estaba drogada. Según los informes, Clark podría haberle dado drogas para que ella pasara tiempo con él.

### Biografías paralelas de Devins y Clark
Clark creció en un hogar inestable donde su padre abusó repetidamente de su madre. Cuando Clark tenía diez años, su padre amenazó a su madre a punta de cuchillo durante varias horas. Esto lo llevó a ser colocado en un hogar de acogida. Al conocer a Clark, la madre de Bianca lo describió como un joven "encantador" y "educado". Por el contrario, un amigo de la infancia lo describió como obsesivo y señaló su fijación con Pokémon y las lolicon.
Devins se graduó de la escuela secundaria en febrero de 2019 y se inscribió en Mohawk Valley Community College en Utica para estudiar psicología. Luchó con una enfermedad mental, en forma de depresión, ansiedad, un trastorno límite de la personalidad y trastorno de estrés postraumático. Su aislamiento, como resultado de su enfermedad mental, la llevó a buscar refugio en comunidades en línea, como las de Discord y 4chan. La relación de Devins con su padre era tensa. Su madre se refería a él como un hombre "abusivo emocionalmente". A partir de 2015, tuvo poco contacto con Devins. Sus amigos expresaban preocupación por su estado mental. Una vez le contó a un consejero de salud mental que había fantaseado con lastimarse saltando de una azotea. Según The Post-Standard, un periódico de Syracuse, Devins había estado lidiando con el acoso en línea de los incels durante al menos dos años.

## Asesinato
El sábado 13 de julio de 2019, Devins y Clark viajaron hasta la ciudad de Nueva York para ver una actuación de Nicole Dollanganger. Allí quedaron con un amigo en común llamado Alex, y fumaron marihuana. Clark vio a Devins besar a Alex en el concierto, lo que lo enfureció. Más tarde, Devins se quedaría dormida en la parte trasera del coche de Clark. La despertó para hablar sobre ella y el beso de Alex. Devins se disculpó pero dijo que no estaban en una relación monógama. Clark no estaba satisfecho con su respuesta. Al parecer, comenzó a agredirla y finalmente le cortó el cuello con un cuchillo largo escondido en su asiento. Devins murió en un camino desierto, boscoso y sin salida. Su cuerpo fue dejado en el vehículo mientras Clark encendía una hoguera afuera.
Tras la muerte de Devins, Clark llamó a numerosos miembros de la familia. Su llamada se parecía a una nota de suicidio, lo que llevó a sus familiares a llamar al 911. Tomó fotografías del cuerpo ensangrentado de Devins y las envió a un servidor de Discord. Con las fotos iba un comentario que expresaba  "sorry fuckers, you’re going to have to find somebody else to orbit" ("lo siento cabrones, van a tener que encontrar a alguien más para orbitar"). A las 7:20 horas de la mañana del domingo 14 de julio, la policía, que se había enterado del asesinato por parte de los usuarios de Discord, recibieron numerosas llamadas, incluida una del propio Clark. Para entonces, también se habían puesto en contacto con la familia de Devins. Clark, ahora tranquilo, le dijo al contacto de la policía: "Maté a mi novia" y "Tú me vas a fastidiar [término relajado] mi foto de suicidio".
Cuando la policía llegó al área boscosa en la zona de Poe Street, en el municipio de Utica, tras ubicar y rastrear la ubicación de la pareja a través de las fotos publicadas, se encontraron a Clark que había tratado de suicidarse apuñalándose. Su intento de suicidio no tuvo éxito y fue trasladado al hospital. Inmediatamente después de su intento, según los informes, se acostó sobre una lona verde que ocultaba el cuerpo de Devins. Cuando llegó la policía, Devins estaba muerta y casi decapitada. Según los informes, Clark pintó con aerosol una nota de suicidio y se encontró un mensaje cerca que decía: "Que nunca me olvides". La policía había confirmado que la víctima era Devins y acusó a Clark de asesinato en segundo grado al día siguiente.
Según las autoridades, había amplias evidencias de que el asesinato fue premeditado. Se encontraron cuchillos, cuerdas y múltiples herramientas en la escena de su asesinato. El investigador Peter Paladino creía que Clark cometió el asesinato para diferenciarse de los otros "orbitadores beta", añadiendo que fue premeditado y pensado largo tiempo. La asistente del fiscal de distrito del condado de Oneida, Sarah DeMellier, afirmó que Clark le dijo a "diferentes personas en su vida diferentes razones por las que hizo lo que hizo".

## Reacciones

### A nivel local
El 15 de julio posterior se llevó a cabo una vigilia por Devins. Su funeral se ofició el 19 de julio. Se llevó a cabo otra vigilia en julio de 2020, en el primer aniversario. El 14 de febrero de 2020, se realizó un espectáculo de moda y arte que exhibía su trabajo. El superintendente del distrito escolar de la ciudad de Utica, Bruce Karamm, emitió un comunicado llamando a la muerte de Devins "trágica e inoportuna" y expresó su "más sentido pésame a su familia y seres queridos". Esa semana se ofrecieron sesiones de asesoramiento para estudiantes. El Adirondack Bank Center en el Utica Memorial Auditorium se iluminó en honor a Devins. Frank Williams, abuelo de Devins, agradeció a la comunidad de Utica por su apoyo.

### En las redes sociales
Las imágenes del cadáver de Devins se compartieron ampliamente en las redes sociales como Instagram y Twitter. En respuesta, Instagram y Facebook eliminaron la cuenta de Clark e intentaron detener la difusión de las fotos. Facebook agregó imágenes del asesinato a una base de datos de huellas digitales para evitar una mayor distribución y puso en la lista negra el hashtag #yesjuliet, mientras que el servidor de Discord que compartía la foto del cadáver se cerró. El profesor de justicia penal James Densley, de la Universidad de Minnesota, dijo que las imágenes podrían causar trauma a quienes las vieran. La familia de Devins se enteró de su muerte a través de las imágenes que se les enviaron. Su padrastro, que sufrió el mayor acoso, informó haber tenido flashbacks.
Después de su publicación inicial, las fotos ganaron fuerza en el sitio web 4chan. Cientos de publicaciones elogiaron a Clark por cometer "otro asesinato de 4chan". El uso anterior de Devins de 4chan y la imagen de "e-girl" se convirtió en una fuente de burla para los usuarios de la misma red. Los usuarios de Incel.co y 8chan también celebraron el asesinato. Clark grabó un video antes y durante el asesinato de Devins. Hubo afirmaciones falsas de que lo subió a Internet en las horas posteriores a su muerte.
El descubrimiento inicial en línea se vio empañado por la desinformación, incluidos los tuits de destacados usuarios de Twitter, uno de los cuales fue compartido más de 16 000 veces, identificando falsamente a Clark como un incel. Se difundieron rumores diciendo que Clark la había acosado y que Devins era asexual. Su familia desmintió el rumor de que era adicta a las drogas duras y que apoyaba económicamente su adicción vendiendo desnudos. Se publicaron teorías sobre que la muerte de Devins fue el resultado del acoso en Internet y la especulación sobre los motivos de Clark y su relación. En redes como YouTube, Twitter o Reddit comenzaron a aparecer vídeos, hilos y temas dedicados a explicar el crimen y la historia de Devins. El editor en jefe de Human Events, Ian Miles Cheong, informó sobre el asesinato y publicó capturas de pantalla de los mensajes de texto que Clark supuestamente envió a Devins.
Clark fue retratado a menudo como un acosador obsesionado y solitario de Devins. Se dijo que la localizó en un concierto y luego la mató después de que ella rechazara sus pretensiones sexuales. Se utilizó el hashtag #RIPBianca para expresar su apoyo. Hubo discusiones sobre la relación del asesinato con historias similares y el miedo de las mujeres a rechazar a los hombres. Se usó un hashtag de su nombre para combatir las fotos de ella que se compartían, llegando a ser #RIPBianca tendencia breve en Twitter.
Tanto las fuerzas del orden como la familia de la víctima solicitaron que la gente dejara de compartir las fotografías. Los usuarios que intentaron denunciarlos en Instagram descubrieron que a menudo eludían la detección y, en ocasiones, no se consideraban violaciones de las directrices de la comunidad. Un portavoz de Instagram refutó esto. La lenta respuesta de la red, así como del resto de redes virales, fue fuertemente criticada. Se informó que algunas imágenes permanecieron en Instagram hasta por cuatro días; Kim afirmó que para septiembre las imágenes aún se podían encontrar en Facebook. Los fiscales en el juicio dijeron que las imágenes aún podrían encontrarse meses después. Hany Farid, profesor de la Universidad de California en Berkeley, cuya investigación se centraba en el análisis forense digital y de imágenes, afirmó que Instagram y otras empresas tenían las herramientas para hacer frente a la propagación y que su inacción bordeaba lo criminal.

### En los medios de comunicación
Para el 15 de julio, la historia había llegado a las noticias nacionales y con la inmediatez de las redes sociales acabó siendo público en todo el mundo, con la consecuente publicidad del asesinato gracias a la difusión en redes. Los informes iniciales sobre el asesinato de Devins la describieron falsamente como una "celebridad de Instagram", a pesar de tener sólo 2 000 seguidores. Sin embargo, sí tenía reputación en el tablero / r9k / de 4chan. Clark fue descrito igualmente de manera falsa. Los informes sobre el motivo de Clark estaban en conflicto y también se informaron conceptos erróneos como la supuesta decapitación de Devins. Muchos medios de comunicación utilizaron el asesinato para denunciar los peligros de conocer a gente en internet, una narrativa que Kim criticó duramente.
Elizabeth Doran del medio Syracuse señaló que el caso estaba más estrechamente relacionado con "la historia trillada de parejas masculinas abusivas". Melissa Jeltsen, del HuffPost, recordó que inmediatamente después de la muerte de Devins, "Todos querían que [esto] significara algo". Queenie Wong, de CNET, describió el asesinato y los eventos posteriores como "el último ejemplo del desafío que enfrentan las redes sociales para combatir imágenes y videos violentos en sus plataformas". El profesor James Densley también expuso que las imágenes expusieron las "extrañas estructuras de incentivos" en las redes sociales modernas y lamentó cómo Devins vivía en "una especie de infamia perpetua en línea cada vez que se comparte su imagen". Muchos atribuyeron la conexión y las redes de Internet como un elemento no material propicio del terreno y las circunstancias que acompañaron al asesinato de Bianca Devins.
El crimen fue discutido como un caso de violencia doméstica contra mujeres causada por la masculinidad tóxica. El grupo activista Hope not Hate dijo que su muerte fue un "recordatorio de que la misoginia "marginal" en línea no es un fenómeno aislado y distante". Cindy Southworth, vicepresidenta ejecutiva de la Red Nacional de Estados Unidos para Poner Fin a la Violencia Doméstica, vio la misoginia como un factor en el asesinato de Devins. Evelyn Douek, profesora de la Universidad de Harvard, trazó paralelismos entre compartir fotos de Devins y compartir videos relacionados con el tiroteo en Christchurch, aunque reconoció que el asesinato de Devins fue diferente porque atrajo mucha menos atención de los medios y del público. Otros sacaron conclusiones similares con respecto a Christchurch, señalando que ambos hombres repitieron el meme "suscríbete a Pewdiepie" tras los eventos.
Las acciones de Clark tras la muerte de Devins se han interpretado como una demostración de control sobre la otra persona. El sargento de policía de Utica Michael Curley creía que Clark deseaba "generar atención y generar fama para sí mismo". La directora de Criminología de LeMoyne, Alison Marganski, dijo que su comportamiento se ajustaba al perfil de otros delincuentes masculinos violentos y especuló que se sentía castrado y quería mostrar su fuerza.

## Hechos posteriores
Clark se declaró inocente de asesinato en segundo grado el 29 de julio de 2019. En diciembre, mientras estaba en el Centro Correccional del Condado de Oneida, los funcionarios lo acusaron de promover el contrabando en la prisión después de que los oficiales encontraron una navaja construida con un cepillo de dientes afilado en su celda. El 10 de febrero de 2020, antes de su juicio, el acusado cambió su declaración de culpabilidad, enfrentando potencialmente una pena fluctuante entre los 25 años hasta la cadena perpetua. La familia de Devins expresó su alivio por su decisión. Cuatro días después, el video que Clark tomó de Devins fue anunciado públicamente en contra de sus deseos. La existencia del video afectó significativamente las afirmaciones de Clark de desmayarse y olvidar detalles de su muerte. Su sentencia quedó programada para el 7 de abril, retrasada por la pandemia del coronavirus. El 2 de junio, presentó una notificación para retirar su declaración de culpabilidad, alegando que su abogado le había fallado, pero el juez denegó la solicitud de Clark afirmando que "Clark había expresado anteriormente su satisfacción con su representación legal y había admitido libremente, durante su alegato de acusación, que él cometió el asesinato". Su audiencia tuvo lugar el 30 de septiembre, y el 30 de octubre se redactó una decisión por escrito. La sentencia iba a anunciarse el 8 de diciembre, fecha que acabó siendo aplazada.
Su madre, que criticó a la fiscalía por retratarlo como un "monstruo manipulador", creía que su historial en Internet no se relacionaba con un complot de asesinato. Sus búsquedas previas sobre cómo encontrar la arteria carótida, cómo incapacitar o matar a alguien y las búsquedas generales sobre asfixia y ahorcamiento se relacionaron en cambio con planes para suicidarse. Ha expresado formalmente remordimiento por sus acciones.
Kim Devins junto al congresista demócrata Anthony Brindisi solicitaron un mayor seguimiento de las redes sociales como Instagram. En respuesta, Instagram permitió a los usuarios bloquear mensajes privados de extraños. También prometieron compartir los resultados de una auditoría, solicitada por Brindisi, a Kim en agosto de 2019, aunque en diciembre, Kim aún no había recibido los resultados. Brindisi se puso en contacto con la Comisión Federal de Comercio y les solicitó que investigaran el caso para poder rendir cuentas.
El 21 de septiembre de 2020, Brindisi y la familia de Devins introdujeron la "ley Bianca". La legislación propuesta requeriría que todas las plataformas de redes sociales con más de 10 millones de dólares en ingresos y más de 100 000 usuarios mensuales establezcan una oficina dedicada a identificar y eliminar contenido violento que viole los estándares de moderación de la plataforma. La asambleísta Marianne Buttenschon y el senador Joseph Griffo introdujeron una ley que crearía sanciones penales y civiles por difundir la imagen de una víctima de un delito con la intención de glorificarla o acosarla. Devins también inició una beca a nombre de Bianca para estudiantes que cursan estudios de psicología.
El 16 de marzo de 2021, Clark fue sentenciado a 25 años de prisión.